# Échenilleur gris
Ceblepyris caesius
Espèce
Statut de conservation UICN

 LC  : Préoccupation mineure
L'Échenilleur gris (Ceblepyris caesius) est une espèce de passereaux de la famille des campéphagidés vivant en Afrique.

## Distribution
Son aire de répartition s'étend au Nord, du Cameroun et du Nigeria jusqu'au Sud du Soudan, à l'Éthiopie, l'Ouganda et au Kenya. Elle couvre une grande partie de l'Afrique équatoriale (Guinée équatoriale, Congo, Rwanda et Burundi) jusqu'à la Tanzanie. Enfin, cette espèce se trouve dans l'est de l'Afrique australe (Malawi, Mozambique, Zimbabwe, Swaziland et Afrique du Sud).

## Sous-espèces
Selon la classification de référence du Congrès ornithologique international (version 8.2, 2018), cet oiseau est représenté par deux sous-espèces :
- Ceblepyris caesius caesius (Lichtenstein, 1823) ;
- Ceblepyris caesius purus (Sharpe, 1891).

## L'animal et l'homme

### Nom local
Dans son aire de répartition, cet oiseau porte les noms vernaculaires de katakoeroe en afrikaans (Afrique du sud), de u-Singa en xhosa et de mmaselakhoasa en sotho du Sud.

### Philatélie
L'espèce est représentée sur un timbre du Malawi (30 t.).

## Taxonomie
Cette espèce faisait auparavant partie du genre Coracina. Elle a été rattachée au genre Ceblepyris, nouvellement créé, par la classification de référence du Congrès ornithologique international (version 8.2, 2018) sur des critères phylogéniques.